# Camada

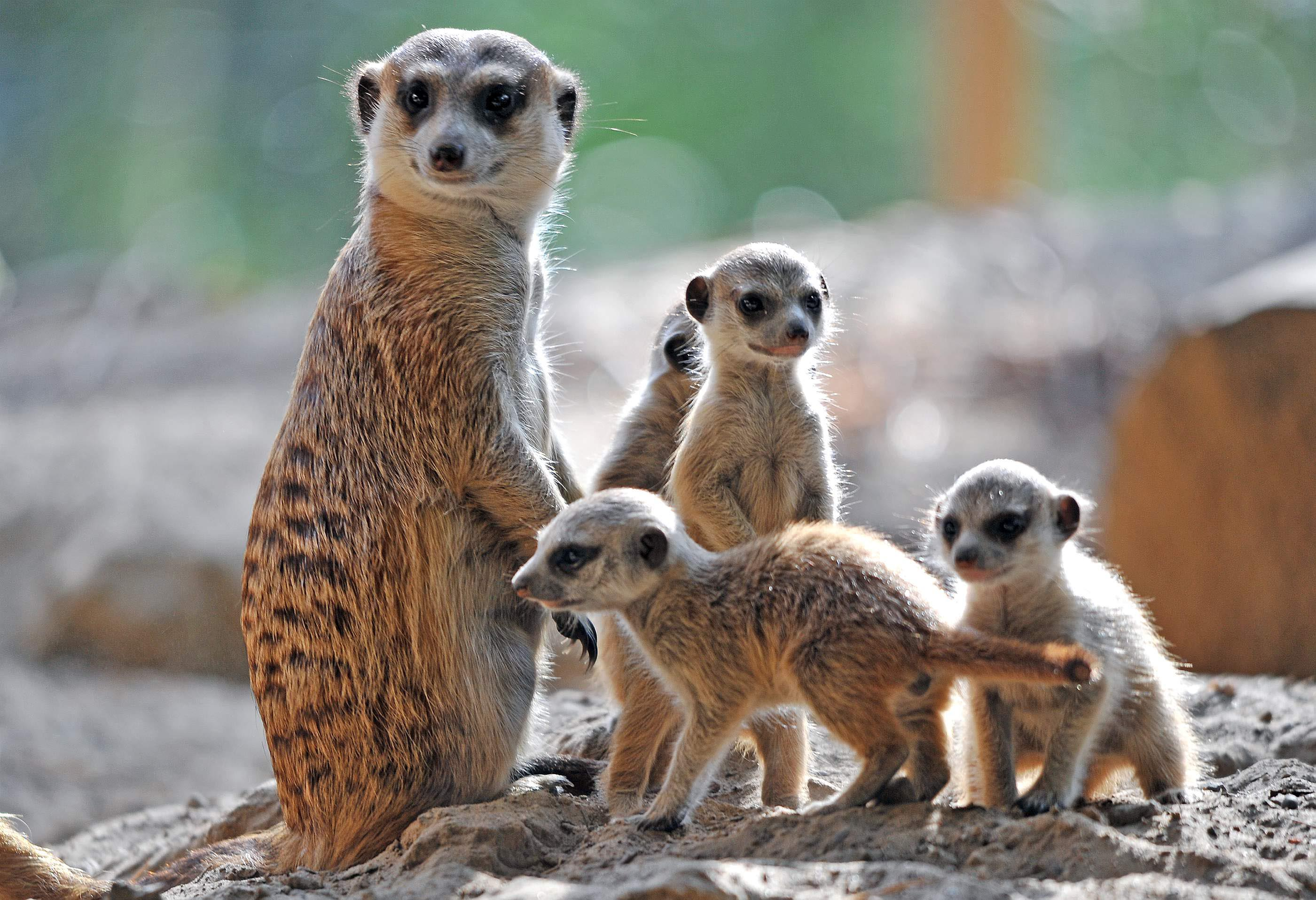
Suricatas con animales jóvenes en el zoológico de Rostock

Una camada es, en el parto de un animal, el conjunto de seres nacidos del mismo parto, generalmente de los mismos progenitores.
El término se utiliza generalmente para mamíferos, pero puede utilizarse para cualquier otro animal capaz de parir múltiples crías.
Los animales suelen mostrar un comportamiento similar entre rebaños, enjambres, manadas o colonias y estos nacimientos múltiples suelen tener ventajas similares. Una camada ofrece protección frente a los depredadores, no en concreto para los recién nacidos sino para la cría por parte de los padres. Con un parto múltiple, los predadores pueden comerse varios pero otros sobrevivirán, mientras que la pérdida de una única cría parida significa una temporada de cría perdida.
Otra ventaja significativa es la posibilidad de que las crías más sanas favorecen al grupo. Aunque no se trata de una decisión consciente por parte de los padres, las crías más fuertes y sanas compiten con mayor éxito por la comida y el espacio haciendo que los más débiles mueran por falta de cuidados.
En estado salvaje, sólo un pequeño porcentaje de la camada sobrevive, mientras que en animales domesticados y aquellos en cautividad, suelen vivir todos los miembros de una misma camada.